# Aridade
Na matemática a aridade de uma função ou operação é o número de argumentos ou operandos tomados. A aridade de uma relação é o número n de elementos que compõem as n-uplas ordenadas pertencentes à relação.

## Aridade de uma função
Uma função ou operação f é dita de aridade n se
{\displaystyle f:A_{1}\times \dots \times A_{n}\rightarrow B}
Note que se A1, …, An forem iguais,
{\displaystyle f:A^{n}\rightarrow B}
Ex. A operação de negação de um número real, as funções seno e cosseno têm aridade 1. As operações da soma e multiplicação têm aridade 2.
Na matemática não é comum deparar-se com operações de aridade maior do que 2, salvo em áreas especializadas. Na programação o uso de operação 3-ária (if – then – else) é mais comum, embora não seja raro definir funções com mais de 3 argumentos.
Em geral, o nome das funções ou operações com uma dada aridade segue a convenção similar usada para sistema numeral n-base assim como binária e hexadecimal. Uma combinação de um prefixo latino com terminação -ária. Por exemplo:

### Função nulária
Uma função nulária não mapeia argumentos. É possível estabelecer uma correspondência biunívoca entre qualquer conjunto A e o conjunto das funções nulárias sobre A. Isso significa que qualquer elemento de A pode ser visto como uma função.
Ex.
- f3 : {∅}→ N, onde f3 (∅) = 3;
- f4 : {∅}→ N, onde f4 (∅) = 4;
- f0 : {∅}→ N; tal que f0 (∅) = 0;
- ∀n ∈ N ∃fn  : N0 → N tal que fn    (∅) = n.

Algumas vezes é útil considerar uma constante como uma operação de aridade 0 e doravante chamada de nulária.
Também, em uma programação não funcional, uma função sem argumentos pode ser significativa (e não necessariamente constante) devido a efeitos colaterais. Frequentemente, tais funções possuem de fato algumas entradas escondidas às quais podem ser variáveis globais, incluindo o estado total de um sistema (tempo, memória livre…). Estes são importantes exemplos e que também existem em linguagens de programação puramente funcionais.

### Função unária
Uma operação unária mapeia um argumento.
Ex:
- A função f : N → N tal que f(n) = 2n é uma função unária.
- A função identidade, definida por Id: N → N onde Id(n) = n é um outro exemplo de função unária.

Exemplos de operadores unários na matemática e em programação incluem o − e o + unário, o incremento (++) e decremento (−−) de operadores em C (não em linguagem lógica), o fatorial (!) e o valor absoluto.

### Função binária
Uma operação binária mapeia 2 argumentos
Ex:
A função π1 : N x N→ N, onde π1(m,n) = m, chamada 1a projeção é uma função binária. Semelhantemente obtém-se a 2a projeção π2(m,n) = n.
A maioria dos operadores encontrados na matemática são os de forma binária. Estes podem ser operadores de multiplicação, adição e divisão, tanto para programação quanto para matemática. Predicados lógicos como OR, XOR, AND, são tipicamente usados como operadores binários com dois operando distintos.

### Função ternária
Uma operação ternária mapeia 3 argumentos.
Ex:  O operador condicional (if – then – else) utilizado em programação.

### Função n-ária
Uma função n-ária mapeia n argumentos.
Do ponto de vista da matemática, uma função com n argumentos podem sempre ser consideradas como uma função de um único argumento o qual é um elemento de algum produto cartesiano. Entretanto, pode ser conveniente para notação considerar funções n-árias normalmente.
O mesmo é verdade para linguagens de programação, onde funções que tomam vários argumentos podem sempre ser definidos como funções que tomam um único argumento de algum tipo complexo ou "estrutura".

## Aridade de uma Relação
A aridade de uma relação R é o número de elementos de um elemento de R, ou seja, as relações R(a_1,…,a_n), P ⊆ A1×…×An e Q ⊆ Nn são todas relações n-árias.

### Relação nulária
Uma relação nulária R é uma proposição, um valor de verdade.
Ex: Está chovendo em Natal; 2 é maior do que 3; O gato é branco.

### Relação unária
Uma relação unária R(x) é uma propriedade que se aplica um elemento x.
Ex:
- Está chovendo em Natal, pode ser escrito como Está_chovendo(Natal);
- 2 é maior do que 3: Maior_do_que_3(2);
- O gato é branco: Branco(gato).

### Relação binária
Uma relação binária R(x,y) é uma relação entre os elementos x e y.
Ex:
- 2 é maior do que 3: Maior(2, 3);
- Alberto é pai de Márcia: Pai(alberto, márcia).

### Relação ternária
Uma relação ternária R(x, y, z) é uma relação entre os elementos x, y e z.
Ex:
- Na esquina da Rua 5 com a Av. 6 há uma loja: Fica_na_esquina(loja, Rua 5, Av. 6).

### Relação n-ária
Uma relação n-ária R(x1,…, xn) é uma relação entre n elementos.
Ex:
- A relação entre um indivíduo, seu nome, seu RG e seu CPF é uma relação quaternária;